# Marek Halter
Marek Halter (ur. 27 stycznia 1936 w Warszawie) – polsko-francuski powieściopisarz i malarz żydowskiego pochodzenia, obrońca praw człowieka, orędownik dialogu polsko-żydowskiego.

## Życiorys
Urodził się w Warszawie w żydowskiej rodzinie drukarzy. Podczas II wojny światowej, w 1940 roku dzięki pomocy polskiej rodziny, wraz z rodzicami uciekł z warszawskiego getta do Związku Radzieckiego, spędzając resztę wojny w Rosji, a później w Kokandzie w Uzbekistanie. Tam, aby przeżyć i ocalić chorych rodziców, wkupił się w łaski młodocianych chuliganów, którym w zamian za żywność opowiadał historie zapamiętane z wczesnego dzieciństwa, głównie oparte na Biblii i prozie Aleksandra Dumasa.
W 1946 roku wraz z rodziną jako repatriant wrócił do Polski. W 1950 roku Halterowie wyemigrowali do Francji i zamieszkali w Paryżu. Tam podjął studia plastyczne w l’Ecole Nationale des Beaux Arts, po ukończeniu których pracował jako malarz. Jego prace zostały wystawione na kilku międzynarodowych wystawach. Zarobione pieniądze przeznaczył na utworzenie – m.in. z Günterem Grassem, Elie Wieselem i Hannah Arendt – Międzynarodowego Komitetu ds. Pokoju na Bliskim Wschodzie, któremu przewodniczył w latach 1967–1973. W tym czasie wraz z żoną Clarą wydawał periodyk Les Elements, poświęcony problemom Bliskiego Wschodu.
W latach 70. zaczął się angażować w obronę praw człowieka i walkę z przejawami totalitaryzmu. Stanął na czele Instytutu Andrieja Sacharowa oraz Międzynarodowego Instytutu Kultury Żydowskiej; był jednym z założycieli organizacji SOS Rasizm; działa w Fundacji Abbé Pierre’a. Jest orędownikiem dialogu polsko-żydowskiego. Jako pierwszy pokazał światowej opinii publicznej rolę, jaką odegrała Irena Sendlerowa. Wydobył i pokazał postawę polskich zakonnic, ratujących żydowskie dzieci, ocalił też wspomnienia Jana Pawła II dotyczące okresu Holokaustu. Był też jednym z pierwszych, którzy na Zachodzie pomagali powstającej w 1980 roku „Solidarności”. Przemycił wówczas do Gdańska nadajnik radiowy, dzięki któremu Lech Wałęsa wzywał do strajku. W 1991 roku zorganizował francuski college w Moskwie.
Publikuje w licznych gazetach, m.in. w „Libération”, „Paris Match”, „Die Welt”, „El País”, „The Jerusalem Post”, „The Forward”, „La Repubblica”, „Expressen” i innych.

## Twórczość
Zadebiutował w 1976 roku powieścią Le Fou et les rois. Jest autorem ponad dwudziestu książek, powieści i esejów, których centralnym tematem są historia i przeznaczenie narodu żydowskiego. W każdą ze swych książek wplata wątki polskie, podkreślając rolę, jaką w rozwoju kultury żydowskiej odegrała Polska i jak wielkim heroizmem w ratowaniu Żydów wykazywali się Polacy podczas II wojny światowej. W swoich książkach nawołuje do pojednania między chrześcijanami a wyznawcami judaizmu, Arabami a Żydami, podkreślając fakt, że wszyscy oni są dziećmi Abrahama. Motywem wiodącym jest dla niego pamięć, którą uznaje za źródło wszelkiej nauki i wszelkich ludzkich zachowań.
W Polsce dotychczas ukazało się kilka jego pozycji, wydanych głównie przez wydawnictwo Prószyński i S-ka:
- 2014: Kabalista z Pragi[5]
- 2011: Królowa Saby[6]
- 2008: Ewangelia według Marii, matki Jezusa[7]
- 2007: Lila[8]
- 2006: Sefora[9]
- 2005: Sara[10]
- 2003: Chazarski wiatr[11]
- 2001: Judaizm – opowieść dla moich chrześniaków[12]
- 1990: Synowie Abrahama
- 1986: Pamięć Abrahama

a także: Wariat i Królowie, Mesjasz i Tajemnice Jerozolimy

## Odznaczenia
- 21 marca 2008: Order Legii Honorowej IV klasy
- 9 lutego 1989: Order Legii Honorowej V klasy

W 2008 roku został odznaczony w Paryżu Złotym Medalem „Zasłużony Kulturze Gloria Artis” za szerzenie tolerancji między narodami, w tym zwłaszcza pojednania polsko-żydowskiego. W 2013 roku został odznaczony w Moskwie nagrodą „Fiddler on the Roof”, przyznaną przez Federację Gmin Żydowskich Rosji.